# Гей, маестро!
«Гей, маестро!» — радянський художній фільм 1987 року, знятий режисером Нодаром Манагадзе на кіностудії «Грузія-фільм».

## Сюжет
Сорокарічний композитор, який колись подавав великі надії, стає налаштовувачем роялів. На своєму старенькому автомобілі безжурний герой роз'їжджає Грузією, допомагаючи людям налаштовувати інструменти, і не втрачає надію на те, що краща музика ним ще не написана.

## У ролях
- Тенгіз Амірідзе — Арчіл, композитор, який працює налаштувачем
- Олена Квірквелія — Олена, старенька
- Катерина Мчедлідзе — Лоліта, старенька
- Маквала Гонашвілі — Маквала
- Іване Сакварелідзе — Джибраїл, старий
- Абесалом Асатіані — батько
- Темур Чикваїдзе — чоловік Лейли
- Гогі Мосешвілі — дядько Арчіла, священика
- Далі Читаладзе — епізод
- Ека Андронікашвілі — епізод
- Мзія Багратіоні — епізод
- Гія Баланчівадзе — епізод
- Давид Джавахішвілі — епізод
- Юрій Джиджеїшвілі — епізод
- Георгій Лагвілава — епізод
- Нодар Хуцішвілі — епізод
- Леван Чикваїдзе — епізод
- Гія Чіхладзе — епізод
- Мері Чхеїдзе — епізод
- Сосо Чхеїдзе — епізод
- У. Джобадзе — епізод
- Н. Іашвілі — епізод
- Т. Роїнішвілі — епізод
- М. Тетунашвілі — епізод
- Всеволод Абдулов — закадровий текст

## Знімальна група
- Режисер — Нодар Манагадзе
- Сценаристи — Ерлом Ахвледіані, Нодар Манагадзе, Давид Джавахішвілі
- Оператор — Леван Пааташвілі
- Композитор — Нодар Мамісашвілі
- Художник — Георгій Мікеладзе